# Jenkins (logiciel)
Pour les articles homonymes, voir Jenkins.
Jenkins est un outil open source de serveur d'automatisation. Il aide à automatiser les parties du développement logiciel liées au build, aux tests et au déploiement, et facilite l'intégration continue et la livraison continue. Écrit en Java, Jenkins fonctionne dans un conteneur de servlets tel qu’Apache Tomcat, ou en mode autonome avec son propre serveur Web embarqué.
Il s'interface avec des systèmes de gestion de versions tels que CVS, Git et Subversion, et exécute des projets basés sur Apache Ant et Apache Maven aussi bien que des scripts arbitraires en shell Unix ou batch Windows. Ses fonctionnalités peuvent être étendues facilement à l'aide de plugins supplémentaires qui vous permettront, par exemple, de connecter l'outil à d'autres environnements de test.
Les générations de projets peuvent être amorcées par différents moyens, tels que des mécanismes de planification similaires au cron, des systèmes de dépendances entre générations, ou par des requêtes sur certaines URL spécifiques.

## Histoire
Jenkins était à l'origine nommé Hudson et fut renommé en 2011 après des différends entre son auteur, Kohsuke Kawaguchi, et Oracle qui avait fait un fork du projet et revendiquait les droits sur le nom du projet. La branche d'Oracle, Hudson, continua d'être développée pendant un temps avant d'être donnée à la fondation Eclipse. Hudson n'est plus maintenu à jour et est annoncé obsolète en février 2017
Autour de 2008, Hudson est devenu une solution de remplacement populaire à l'outil de référence CruiseControl.
Le 11 janvier 2011, une proposition pour renommer Hudson a été annoncée afin d'éviter des problèmes avec un éventuel enregistrement (marque déposée) du nom par Oracle. Après l'échec des négociations avec Oracle,, un vote en faveur du renommage a été entériné le 29 janvier 2011.
Le 20 avril 2016, la version 2.0 est mise en ligne avec le plugin Pipeline activé par défaut. Ce plugin permet la rédaction d'instructions de Build utilisant un langage de domaine spécifique basé sur Apache Groovy.

## Récompenses
- Meilleur projet open source DevOps 2017 [11]
- Meilleur projet open source DevOps 2016 [11]
- Bossie Award 2014 [11]
- Geek choice Award 2014 [11]
- Duke's choice Award 2008 (catégorie 'Developer Solution') [11]